# Neubiberg
Neubiberg ist eine Gemeinde im Landkreis München, Regierungsbezirk Oberbayern, mit den Gemeindeteilen Neubiberg und Unterbiberg.

## Geographie
Neubiberg grenzt an die Bezirksteile Waldperlach, Neuperlach, und Altperlach des Münchner Stadtbezirks 16 Ramersdorf-Perlach sowie an den Bezirksteil Südgiesing des Stadtbezirks 17 Obergiesing (Obergiesing-Fasangarten) sowie an die Gemeinden Ottobrunn, Unterhaching und an den Gemeindeteil Waldkolonie der Gemeinde Putzbrunn. Das Gebiet der unmittelbar an München angrenzenden Gemeinde ist ungewöhnlich langgestreckt, bei einer West-Ost-Ausdehnung von etwa 6 km ist es nur zwischen 0,5 und 1,5 km breit. Das flache Gemeindegebiet ist im Westen 547 m hoch und steigt nach Osten auf rund 555 m Seehöhe an, was freilich für den Besucher kaum wahrnehmbar ist. Einziges bedeutendes Fließgewässer ist der Hachinger Bach, der durch Unterbiberg fließt, das Gemeindegebiet also ganz im Westen kreuzt. Den Besiedlungskern bildet der östliche Teil, der sich heute als typische Wohnbausiedlung darstellt, die hier fast das gesamte Gebiet einnimmt und übergangslos in die städtische Bebauung der Nachbargemeinden bzw. von München-Perlach übergeht. Mitunter erfährt man so nur durch ein Ortsschild, dass man sich in einer anderen Gebietskörperschaft befindet.
Die ursprüngliche, um 1900 noch fast geschlossene Waldfläche ist bis auf den zentralen Bahnhofswald von rund 23,9 ha Fläche, den sich Neubiberg mit Ottobrunn teilt, und von dem 9,3 ha zu Neubiberg gehören, den Schopenhauer Wald an der Grenze zu München-Waldperlach mit 7,6 ha, den Abloner Garten mit 1,5 ha, den Cramer-Klett-Wald am Gymnasium mit 2,4 ha, und einen 6,7 ha großen Anteil am allerdings insgesamt sehr viel größeren Putzbrunner Forst, sowie wenigen naturbelassenen Relikt-Flächen in Privatbesitz, nahezu verschwunden.
Der mittlere Teil der Gemeinde wird durch das Gelände der Universität der Bundeswehr München eingenommen. Im Westen der Gemeinde liegt die Ortschaft Unterbiberg, quasi der historische Kern der Gemeinde, der in gewisser Weise einen typisch oberbayerisch-dörflichen Charme erhalten hat, obschon in den letzten Jahren unmittelbar an dieses Dorf die Neubausiedlung Vivamus errichtet wurde. Heute steht Unterbiberg hinsichtlich Größe und Einwohnerzahl im Schatten des östlichen Siedlungsgebietes.

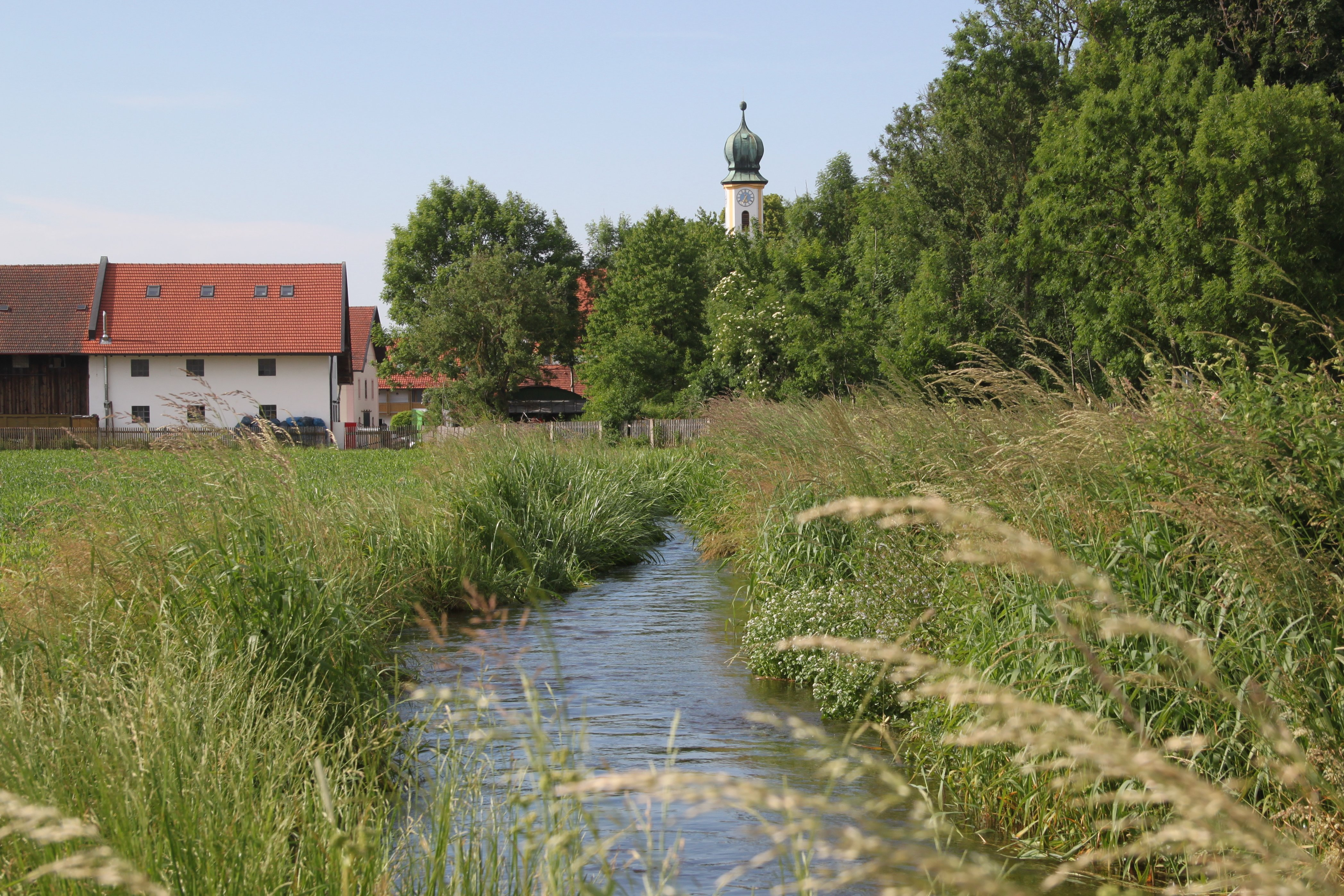
Unterbiberg mit Hachinger Bach, ehemaligem Finck'schen Mustergut und Kirche St. Georg

In Unterbiberg gibt es noch eine alte Dorfkirche mit Zwiebelturm und historische Bauernhöfe. Das westliche Gebietsfünftel Neubibergs, westlich der Unterhachinger Straße, noch in den 1990er Jahren wenigstens hier noch rein ackerlandwirtschaftlich genutzt, wurde mittlerweile mit dem Campeon-Park ein Bürokomplex erbaut, der den größten Teil dieser ehemals letzten offenen Flur einnimmt. Die Gemeinde ist damit dicht besiedelt. Einzel- und Reihenhäuser mit Garten, nicht Hochhaussiedlungen wie z. B. typisch für Neuperlach, sind das bestimmende Element. Zwar nicht innerhalb des eigentlichen Gemeindegebietes, aber in unmittelbarer Nähe, zum Teil an die Gemeinde direkt angrenzend, befinden sich ausgedehnte Wälder. Außerdem teilt sich Neubiberg mit seinen Nachbargemeinden Unterhaching und Ottobrunn den 126 ha großen Landschaftspark Hachinger Tal.

### Natur
Folgendes Schutzgebiet berührt das Gemeindegebiet:
- Landschaftsschutzgebiet LSG Bahnhofswald im Gebiet der Gemeinden Neubiberg und Ottobrunn (LSG-00280.01)

## Geschichte
Wie im gesamten Tal entlang des Hachinger Bachs reichen auch auf Neubiberger Gemeindeboden (Ortsteil Unterbiberg) die frühesten archäologischen Zeugnisse bis in die vor- und frühgeschichtliche Zeit zurück. Eine durch Luftbildarchäologie nachgewiesene spätkeltische Viereckschanze (260–50 v. Chr.) war namensgebend für das spätere Dorf „Pipurk“. Villa piburc wurde erstmals zwischen 1034 und 1041 als Schenkung an das Kloster Tegernsee erwähnt. Unterbiberg wurde im Zuge der Verwaltungsreformen in Bayern 1818 eine selbständige politische Gemeinde.
Vor 1900 war das Gelände östlich der Alten Rosenheimer Landstraße - 1903 erstmals „Neubiberg“ genannt - noch geschlossener Wald. Erst die 1904 fertiggestellte Bahnlinie von Giesing nach Aying mit einer Haltestelle nahe den ersten Häusern machte eine größere bauliche Entwicklung möglich. Unterbibergs Bürgermeister Josef Kyrein, dem der Wald zu großen Teilen gehörte, begann 1912 mit dem Verkauf großzügig bemessener Parzellen an Münchner Bürger. Diese Siedler und „Kolonisten“ bauten sich zunächst Wochenendhäuser mit großzügig angelegten Obst- und Gemüsegärten - aus dieser Zeit rührt der „Gartenstadt“-Charakter, der der Gemeinde erhalten blieb, auch als sich in den 1920er und 1930er Jahren eine permanente Bebauung mit entsprechender Infrastruktur – Schule, Kirche, Geschäfte – entwickelte. Die erste Apotheke öffnete 1950.
Während der Zeit des Nationalsozialismus wurde östlich des historischen Ortskerns von Unterbiberg der Fliegerhorst Neubiberg errichtet, der nach Ende des Zweiten Weltkrieges von der US Air Force genutzt wurde, die dort unter anderem Jagdflugzeuge des Typs F-84 stationierte. Ab 1958 von wurde er von der Luftwaffe der Bundeswehr mit einem Transportgeschwader genutzt. Die auf dem Fliegerhorst bereits seit 1958 bestehende Ausbildungsstätte (Offizierschule) der Luftwaffe wurde 1973 nach Fürstenfeldbruck verlegt, die ebenfalls bestehende Technische Akademie der Luftwaffe (TAkLw, ab 1971 Fachhochschule der Luftwaffe) und die übrige Infrastruktur wurde für den Aufbau der Universität der Bundeswehr genutzt. Die Start- und Landebahn diente in den 1960er Jahren als Rennstrecke für Tourenwagen, aber auch Sportwagen, Formel-2- und Formel-3-Rennwagen. Das „Flugplatzrennen Neubiberg“ fand in den 1970er Jahren gegen Saisonende statt. Reste der Flugbahn und damit der Rennstrecke sind noch im Satellitenbild im Landschaftspark Hachinger Tal zu sehen.
Am 1. Januar 1975 wurde der Name der Gemeinde Unterbiberg amtlich nach dem Namen des größeren Gemeindeteils in Neubiberg geändert. 1982 wurde ein Sportzentrum an der Zwergerstraße gegründet. 1988 entstand zudem der Umweltgarten, ein großer Anziehungspunkt für alle Ausflügler und Erholungssuchenden. Besucher können auf dem 3,2 Hektar großen Areal Ponys, Schafe, Ziegen, Kaninchen, Hühner, Gänse, Enten und sogar ein Bienenhaus sehen. Wie in einer großen bäuerlichen Gemeinschaft leben die derzeit etwa 80 Haustiere im Neubiberger Umweltgarten. Das Gelände ist jederzeit frei zugänglich. Auch die Akademie Tierschutz ist seit 1986 in Neubiberg beheimatet und gilt als Ideenfabrik des Deutschen Tierschutzbundes.

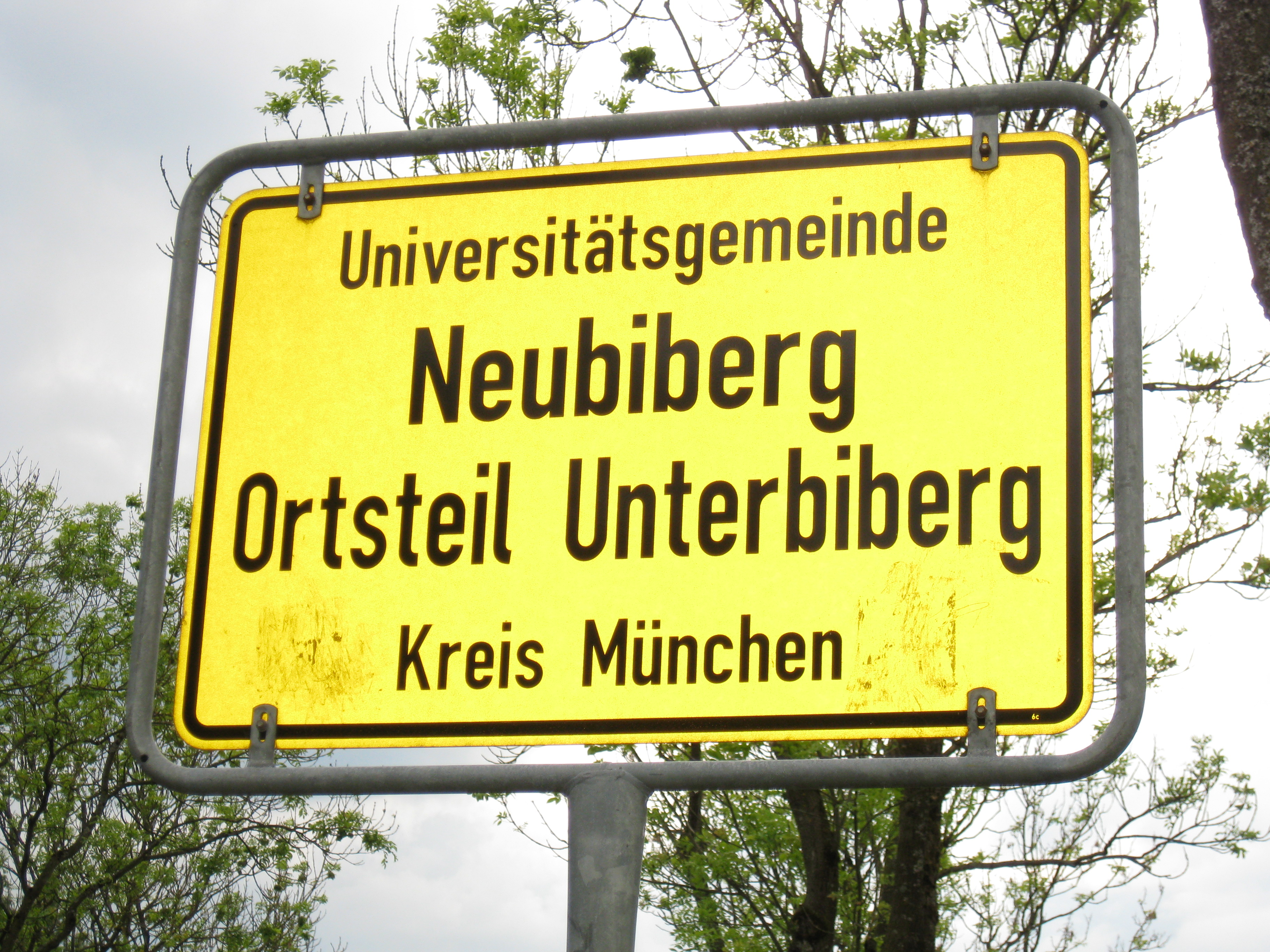
Ortsschild von Neubiberg

Im Zuge des stetigen Ausbaus wurde Ende der 1990er Jahre der Bau der neuen Wohnsiedlung Vivamus nordöstlich des historischen Ortskerns Unterbibergs vorangetrieben. In dieser Zeit entstand auch das Neubaugebiet Auf der Heid, das auf dem östlichen Teil des 1997 aufgelassenen Flugplatzes entwickelt wurde. Der größte Teil des einstigen Flugplatz-Areals wird als Landschaftspark genutzt und bleibt auch künftig frei von Bebauung.
2001 bis 2005 errichtete die MoTo Projektmanagement GmbH auf dem Kapellenfeld im Gemeindeteil Unterbiberg den öffentlichen Landschaftspark Campeon mit dem Unternehmenssitz von Infineon und Intel. 2004 erhielt Neubiberg schließlich eine eigene Anschlussstelle an der Bundesautobahn 8 München-Salzburg, die in der Nähe des Orts durch den Tunnel Neubiberg geführt wird.
Die Gemeinde bezeichnet sich als Universitätsgemeinde Neubiberg, nach der Universität der Bundeswehr, damit ist Neubiberg sogar „die einzige Universitätsgemeinde in Deutschland“. Seit 2006 findet sich dieser nichtamtliche Name auch auf den Ortseingangsschildern.

### Einwohnerentwicklung
Zwischen 1988 und 2018 wuchs die Gemeinde von 9.388 auf 14.538 um 5.150 Einwohner bzw. um 54,9 %. In den Folgejahren ging die Einwohnerzahl kontinuierlich geringfügig zurück.

## Politik

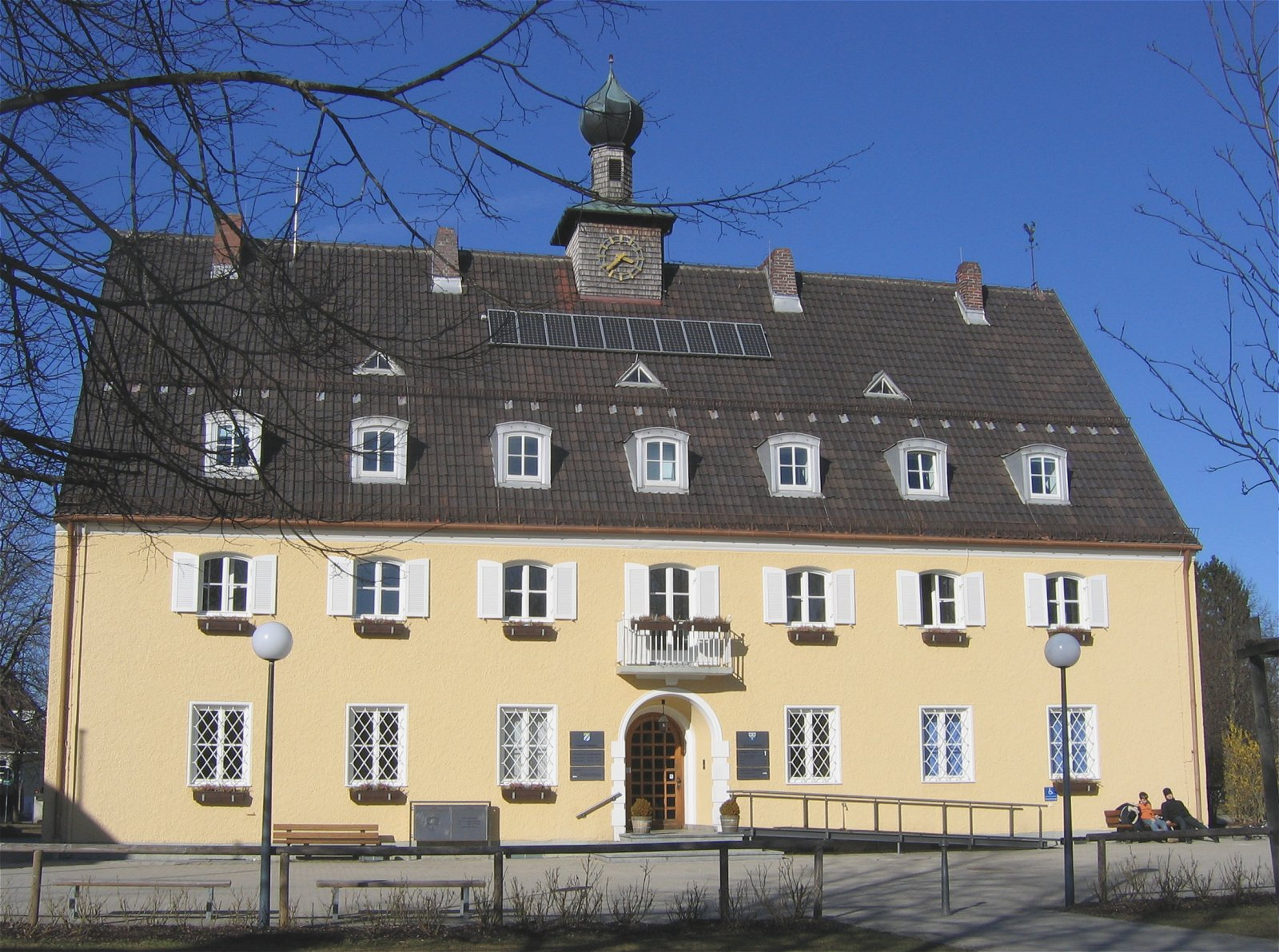
Rathaus

### Gemeinderat
Der Gemeinderat setzt sich aus 24 ehrenamtlichen Gemeinderatsmitgliedern und dem Ersten Bürgermeister oder der Ersten Bürgermeisterin zusammen. Alle sechs Jahre wählen stimmberechtigte Bürgerinnen und Bürger einen neuen Gemeinderat mit Gemeindeoberhaupt.
Die letzte Kommunalwahl fand am 15. März 2020 statt, die Wahlbeteiligung lag bei 56,1 %. Seit 1. Mai 2020 ist ein neuer Gemeinderat im Amt, dieser besteht aus insgesamt sechs Fraktionen: CSU, Grüne-ödp, SPD, FDP, FW.N@U und USU-100% Uni - JNeu. Am 1. Mai trat Thomas Pardeller (CSU) das Amt des Ersten Bürgermeisters an.
In der konstituierenden Gemeinderatssitzung am 11. Mai 2020 wurde Thomas Pardeller zum Ersten Bürgermeister vereidigt. In dieser Gemeinderatssitzung wurden ebenfalls seine Stellvertreter ermittelt: Kilian Körner (Grüne-ödp) wurde zum Zweiten Bürgermeister, Reiner Höcherl (FW.N@U) zum Dritten Bürgermeister gewählt.
2025 haben sich die FW.N@U (Freie Wähler für Neubiberg und Unterbiberg) umbenannt in "Die Unabhängigen für Neubiberg und Unterbiberg".
Ergebnisse der Wahl vom 15. März 2020:
| Fraktion             | Stimmenanteil | Sitze | Vergleich zu 2014 | |
| -------------------- | ------------- | ----- | ----------------- | --- |
| CSU                  | 29,2 %        | 7     | +0                | Leon Bogner, Eva-Nicola Gehringer, Volker Höpken, Hartmut Lilge, Bernhard Rott, Tobias Thalhammer (2018 zur CSU übergetreten), Franziska Zeller |
| Grüne/ödp            | 28,9 %        | 7     | +2                | Ulrike Dowie, Pascale Kollwitz-Jarnac, Kilian Körner, Lucia Kott, Jürgen Leinweber, Thomas Maier, Carola Pfeiffer                               |
| SPD                  | 12,8 %        | 3     | −1                | Volker Buck, Elisabeth Gerner, Maria Weiß |
| FDP                  | 3,4 %         | 1     | +0                | Michael Weigle |
| FW.N@U               | 18,5 %        | 4     | -2                | Reiner Höcherl, Jürgen Knopp, Stephanie Konopac, Norbert Strama                                                                                 |
| USU-100 % Uni - JNeu | 7,1 %         | 2     | +1                | Lukas Jochum, Julia Schirmer |

### Beratungsgremien

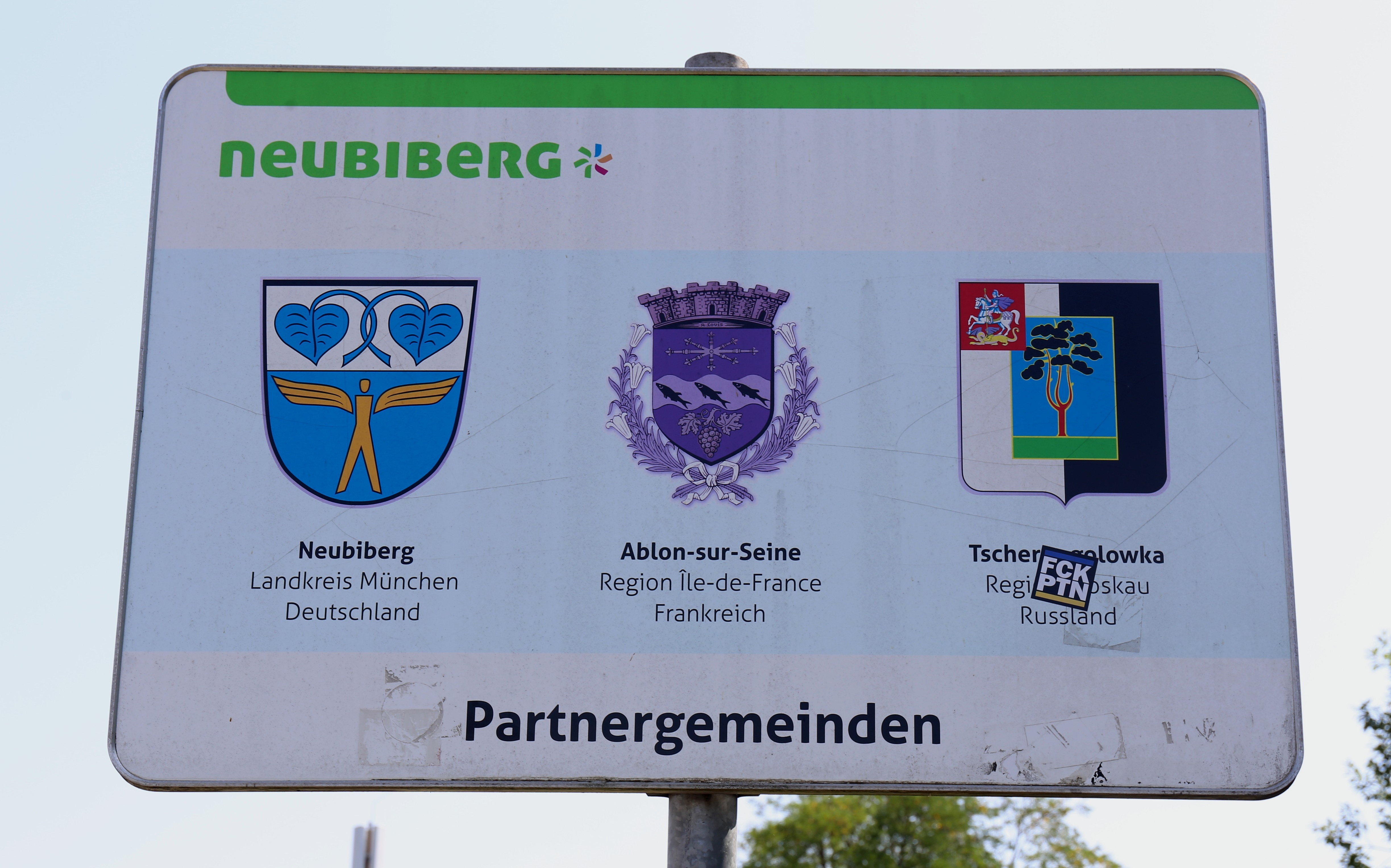
Partnergemeinden

- Jugendparlament Neubiberg
- Umweltbeirat
- Behindertenbeirat
- AGENDA21 Ottobrunn-Neubiberg

### Gemeindepartnerschaften
- Ablon-sur-Seine, Frankreich: seit 1974/1975
- Tschernogolowka, Russland: seit 1992

Der Gemeinde-Partnerschaftsverein Neubiberg e. V. organisiert in regelmäßigen Abständen Fahrten zu den Partnerstädten und ermöglicht internationale Begegnungen. Seit Februar 2022 ruht die Partnerschaft mit Tschernogolowka.

### Wappen
| Wappen von Neubiberg | Blasonierung: „Unter silbernem Schildhaupt, darin nebeneinander zwei verschlungene blaue Seeblätter, in Blau eine geflügelte goldene menschliche Gestalt.“ |
| Wappen von Neubiberg | |

## Wirtschaft

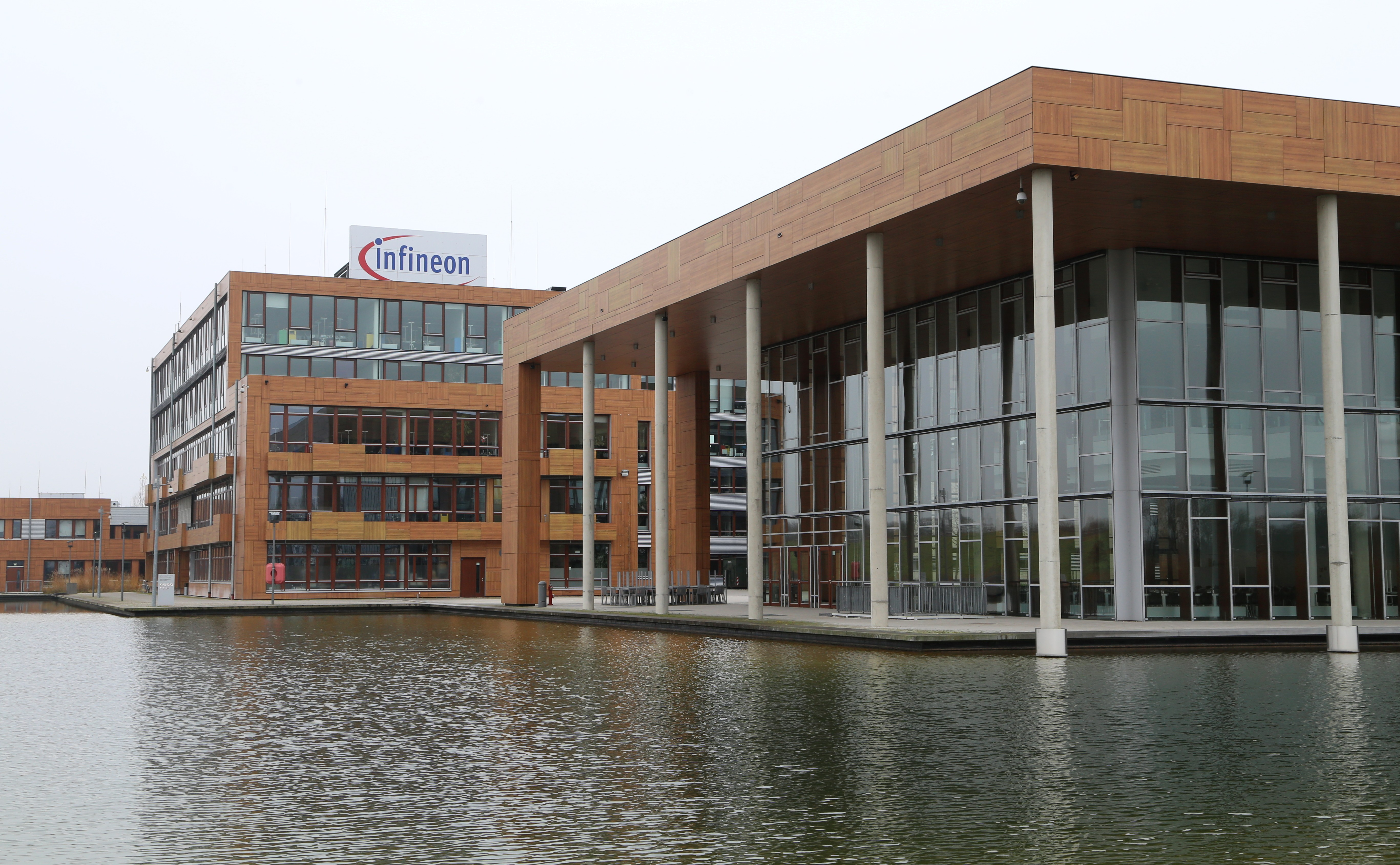
Campeon: Hauptsitz der Infineon Technologies AG in Neubiberg

Neubiberg ist Sitz der Universität der Bundeswehr München mit ihren zahlreichen Lehr- und Forschungseinrichtungen. Mit den international agierenden Unternehmen Infineon Technologies AG und ihrer Firmenzentrale CAMPEON, Intel Deutschland GmbH, und der Securetec Detektions-Systeme AG hat sich Neubiberg auch zum modernen Wirtschaftsstandort entwickelt.
Der Gewerbesteuerhebesatz Neubibergs liegt mit 280 Punkten deutlich unter dem in direkt angrenzenden München (490 Punkte).

## Infrastruktur
Neubiberg, insbesondere der östliche Gemeindeteil, ist eine typische Wohnsiedlung, geteilt durch die Hauptstraße als Hauptverkehrsader und Nebenstraßen beiderseits. Eine Fußgängerzone und einen Ortskern mit der in Nachbargemeinden z. T. vorhandenen Verdichtung von Geschäften z. B. um einen Marktplatz findet man in Neubiberg nicht. Dennoch sind alle wichtigen Einrichtungen wie Einzelhandelsgeschäfte, Banken, Versicherungen, Apotheken, Friseure etc. vor Ort sowie zwei Supermärkte in Bahnhofsnähe. Derzeit arbeiten Erster Bürgermeister, Gemeinderat und Verwaltung an der Gestaltung einer „lebendigen Ortsmitte“ um den S-Bahnhof und die Hauptstraße. Ziel ist es, diesen Bereich mit Einkaufs-, Dienstleistungs-, Verkehrs-, Kultur-, Bildungs- und Freizeitqualität zu optimieren.
Eines der wichtigsten Projekte der weiteren Ortsentwicklung wird daher das „Bürgerzentrum Neubiberg 2022“ sein. Unter diesem Projekt-Titel sind alle Maßnahmen der Gemeinde zusammengefasst, die auf dem zentral in der Ortsmitte gelegenen Rathaus-Areal bis zum Jahr 2022 baulich umgesetzt werden sollen. Hierzu zählen
- die Erweiterung und Sanierung des Neubiberger Rathauses
- die technische Sanierung und Modernisierung des Hauses für Weiterbildung
- die Schaffung ausreichender Kfz-Stellplätze für alle Gemeindeeinrichtungen rund um das Rathaus und den Rathausplatz wie auch für die Besucher der Hauptstraße
- qualitätsvolle Grün- und Freiflächen auf dem Rathausareal mit Maibaum und Festplatz für Besucher der Ortsmitte und der Gemeindeeinrichtungen sowie für die Kunden infrastrukturellen Einrichtungen auf der Hauptstraße.

### Verkehr

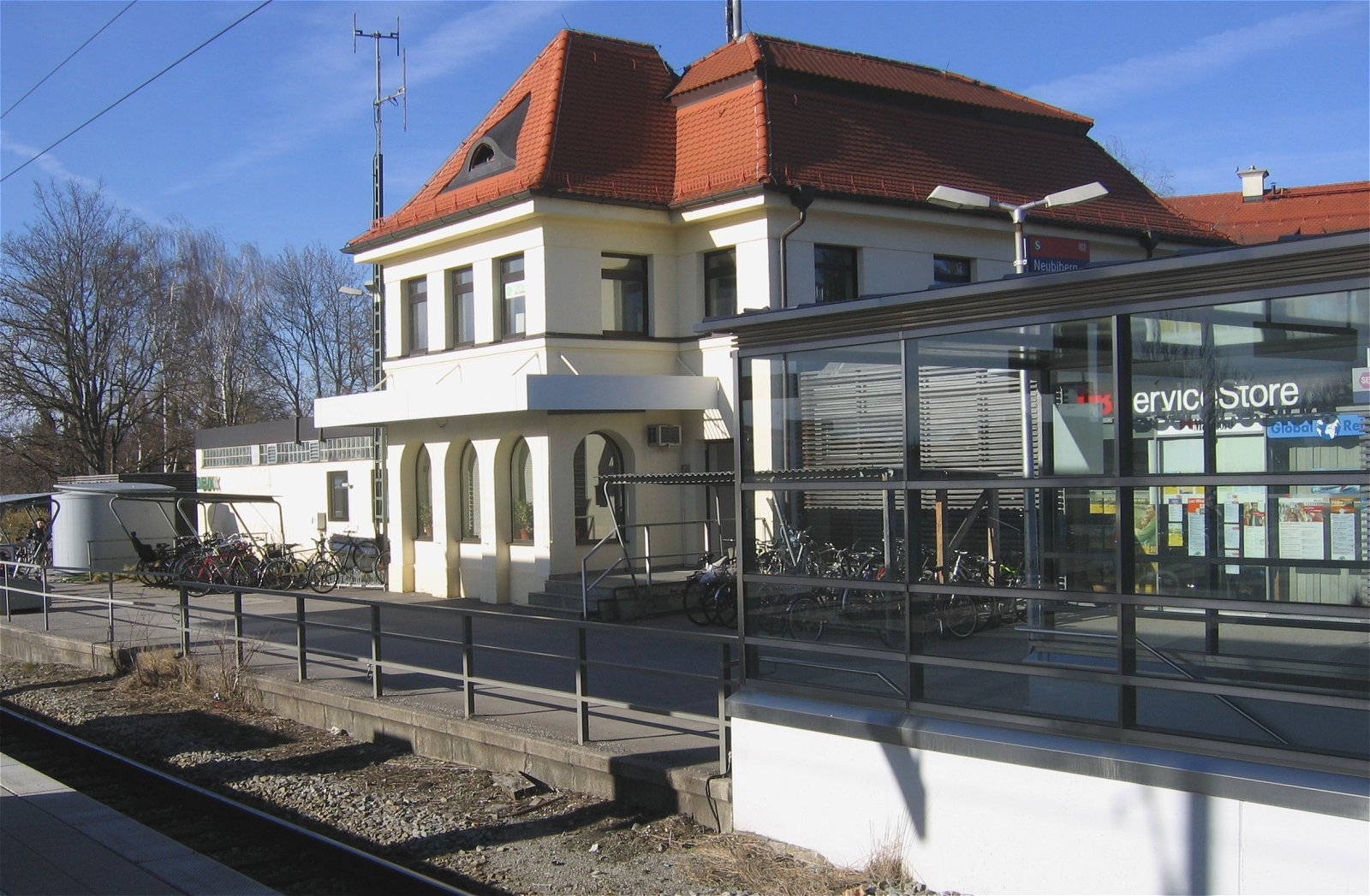
Bahnhof

#### S-Bahn
Die Gemeinde Neubiberg ist mit zwei Bahnhöfen an das Netz der S-Bahn München angeschlossen: dem Haltepunkt Bahnhof Neubiberg an der Bahnstrecke München-Giesing–Kreuzstraße im westlichen Teil des Ortsteils Neubiberg und dem Haltepunkt Fasanenpark an der Bahnstrecke München Ost–Deisenhofen westlich des Campeon.
| Linie | Linienverlauf |
| ----- | --- |
| S3    | Mammendorf – Malching – Maisach – Gernlinden – Esting – Olching – Gröbenzell – Lochhausen – Langwied – Pasing – Laim – Hirschgarten – Donnersbergerbrücke – Hackerbrücke – Hauptbahnhof – Karlsplatz (Stachus) – Marienplatz – Isartor – Rosenheimer Platz – Ostbahnhof – St.-Martin-Straße – Giesing – Fasangarten – Fasanenpark – Unterhaching – Taufkirchen – Furth – Deisenhofen – Sauerlach – Otterfing – Holzkirchen                                                                                  |
| S5    | Kreuzstraße – Großhelfendorf – Peiß – Aying – Dürrnhaar – Höhenkirchen-Siegertsbrunn – Wächterhof – Hohenbrunn – Ottobrunn – Neubiberg – Neuperlach Süd – Perlach – Giesing – St.-Martin-Straße – Ostbahnhof – Rosenheimer Platz – Isartor – Marienplatz – Karlsplatz (Stachus) – Hauptbahnhof – Hackerbrücke – Donnersbergerbrücke – Hirschgarten – Laim – Pasing (– Westkreuz – Neuaubing – Freiham – Harthaus – Germering-Unterpfaffenhofen – Geisenbrunn – Gilching-Argelsried – Neugilching – Weßling) |

#### Bus

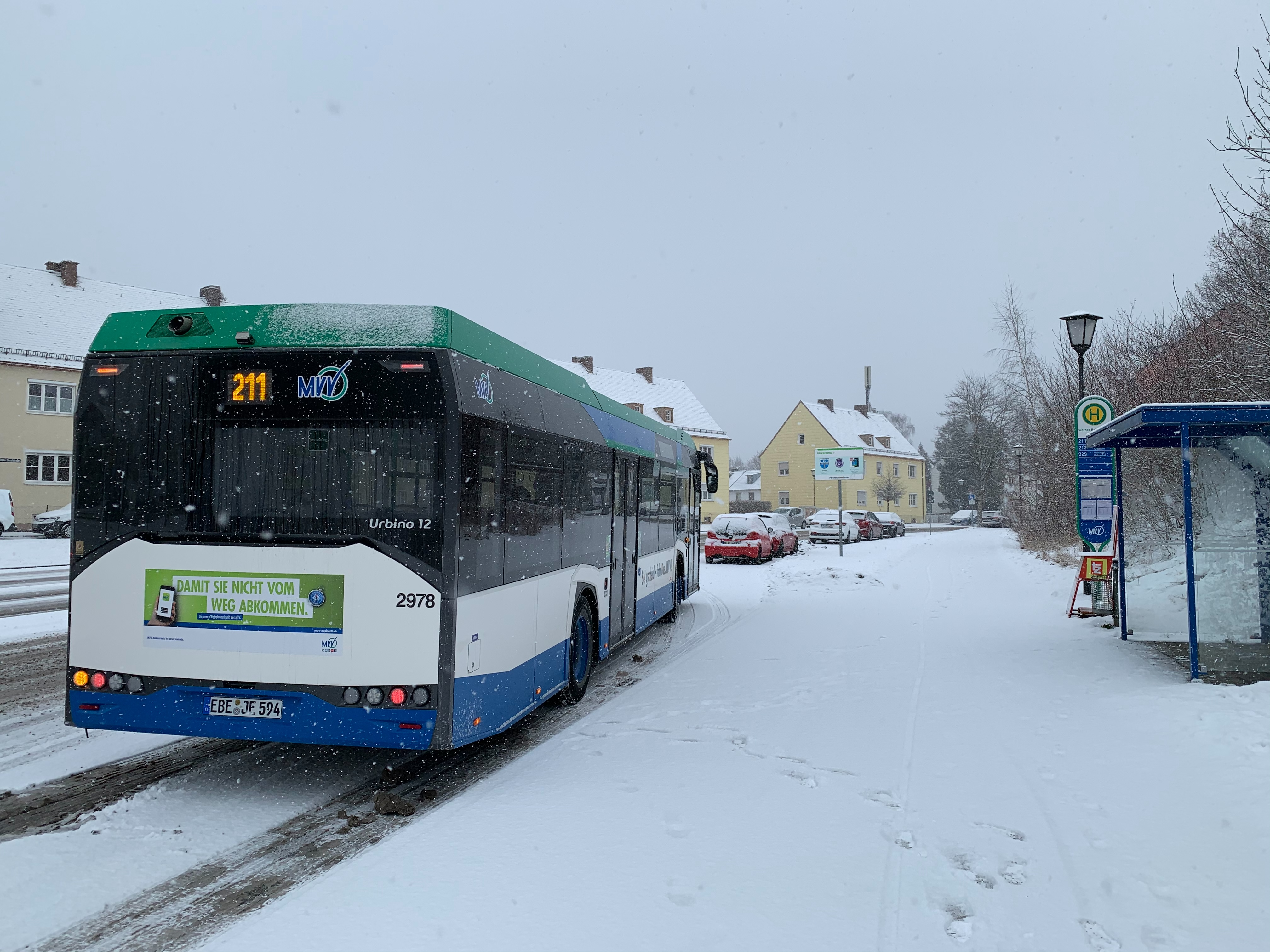
Buslinie 211 an der Haltestelle Werner-Heisenberg-Weg

Neubiberg wird durch sechs Regionalbuslinien des MVV und einer Stadtbuslinie der MVG erschlossen.
| Linie | Linienverlauf | Verkehrsunternehmen |
| ----- | --- | ------------------- |
| 199   | Michaelibad (U) - Quiddestraße (U) - Neuperlach Zentrum (U) - Neuperlach Süd (U S) - Neubiberg, Campeon West (S) | MVG                 |
| 210   | Brunnthal, Zusestraße - Ottobrunn - Neuperlach Süd (U S)                                                         | Ettenhuber          |
| 211   | Putzbrunn - Isarweg - Neubiberg (S) - Neuperlach Süd (U S)                                                       | Ettenhuber          |
| 212   | Grasbrunn - Putzbrunn - Ottobrunn - Neubiberg S - Neuperlach Süd (U S)                                           | Ettenhuber          |
| 217   | Neuperlach Süd (U S) - Unterbiberg - Unterhaching (S)                                                            | Demmelmair          |
| 222   | Neuperlach Süd (U S) - Brunnthal Nord - Deisenhofen (S) - Höllriegelskreuth (S)                                  | Geldhauser          |
| 229   | Ottobrunn, Phönix-Bad - Karl-Stieler-Straße - Neubiberg (S) - Neuperlach Süd (U S)                               | Ettenhuber          |

#### Straßenanbindung
Anschlussstelle Neubiberg, A 8 München–Salzburg
Westlich des Gemeindeteils Neubiberg verläuft der Straßenzug Carl-Wery-Straße – Äußere Hauptstraße, der vom Münchner Stadtteil Neuperlach über Neubiberg bis nach Ottobrunn und dann weiter nach Unterhaching führt.
Die Gemeindeteile Unterbiberg und Neubiberg sind durch die Zwergerstraße miteinander verbunden.
Die Unterhachinger Straße westlich von Unterbiberg verbindet den Gemeindeteil mit München-Perlach und Unterhaching.

### Öffentliche Einrichtungen
In Neubiberg sind zwei Freiwillige Feuerwehren beheimatet. Die Unterbiberger Freiwillige Feuerwehr wurde im Jahre 1874 gegründet. Die Freiwillige Feuerwehr Neubiberg wurde im Jahr 1920 gegründet und erhielt 1924 ihr erstes Spritzenhaus in der Nähe des Rathauses. Seit 1992 besitzt sie das Feuerwehrhaus am Floriansanger. Zudem wurde 2017 das neue Feuerwehrhaus an der Schönswetterstraße in Unterbiberg bezogen. Mit rund 100 Mitgliedern rückt sie jährlich zu etwa 200 Einsätzen aus.
Beide Feuerwehren haben je eine Jugendfeuerwehr.
Daneben betreiben die Universität der Bundeswehr eine Bundeswehrfeuerwehr und das Unternehmen Infineon eine eigene Werkfeuerwehr.

### Einrichtungen des Bundes
- Universität der Bundeswehr München
- Sanitätsversorgungszentrum (SanVersZ) Neubiberg, in der vorgenannten Liegenschaft, Teil des Sanitätsunterstützungszentrums München
- Fliegerarztgruppe (FlgArztGrp) Neubiberg, in der vorgenannten Liegenschaft, Teil des TaktLwG 74 Neuburg an der Donau
- Die Zentrale Stelle für Informationstechnik im Sicherheitsbereich (ZITiS) soll bis 2023 mit rund 400 Mitarbeitern auf den Campus der Universität der Bundeswehr München ziehen[12]

### Bildungseinrichtungen

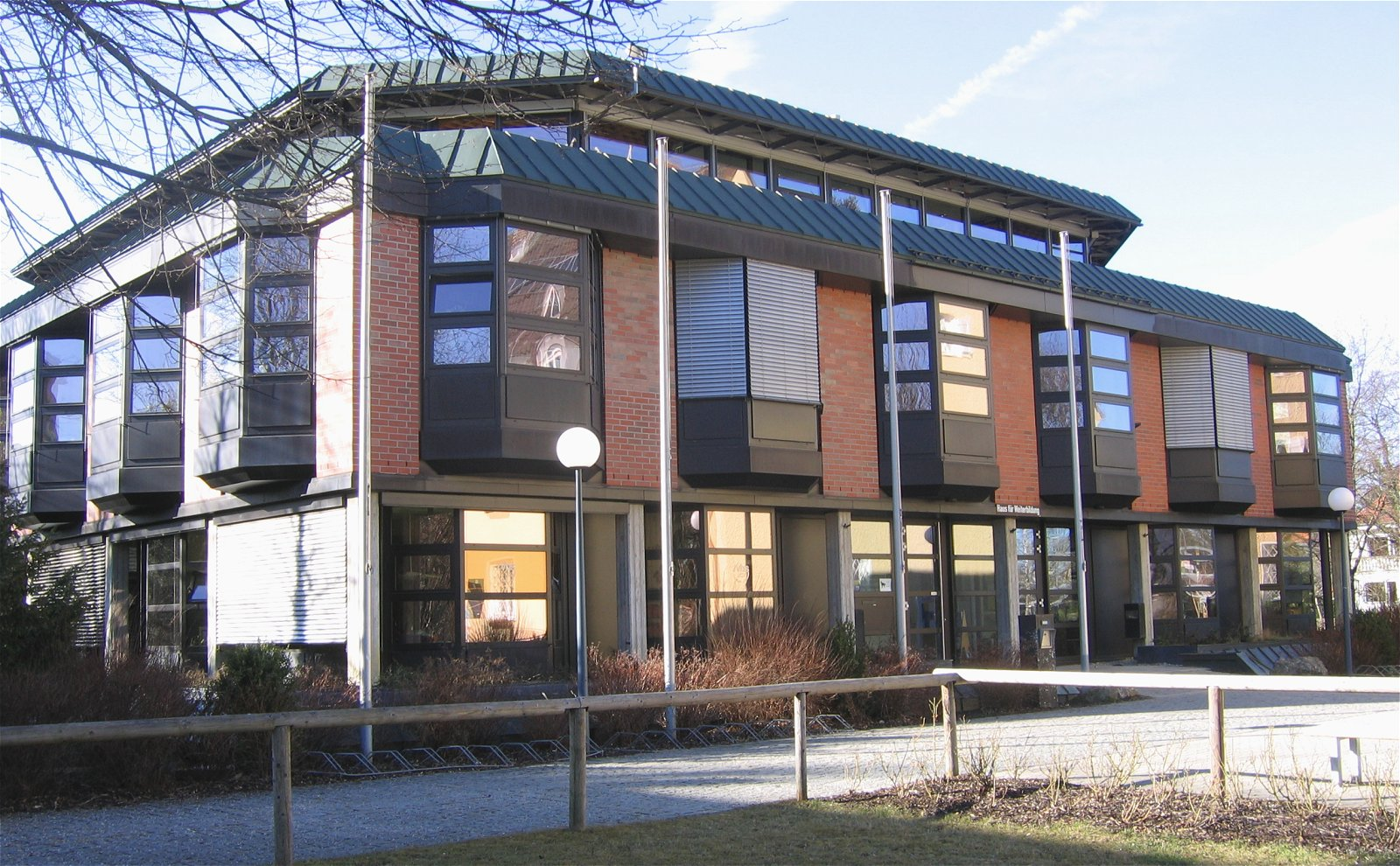
Haus für Weiterbildung

Im Gemeindegebiet von Neubiberg gibt es mittlerweile vier öffentliche Schulen: zwei Grundschulen, eine Realschule und ein Gymnasium. Zudem gibt es seit 2011 eine private Montessori-Schule.
Das Gymnasium Neubiberg ist ein naturwissenschaftlich-technologisches und neusprachliches Gymnasium im Süden des Hauptortes. Es wurde 1976 gegründet. Bereits einige Jahre vor Einführung des G8 in Bayern gab das Gymnasium besonders begabten Schülern die Möglichkeit, in einem „G8-Zweig“ das Gymnasium bereits nach acht Jahren mit dem Abitur zu beenden. Im Schuljahr 2012/2013 (Stand 1. Oktober 2012) besuchen 1553 Schüler in den 46 Klassen der Jahrgangsstufen 5 bis 10 und in über 200 Kursen und Seminaren der Oberstufe (Jahrgangsstufe 11 und 12) das Gymnasium. Etwa 126 hauptberufliche Lehrkräfte sowie nebenberufliche Lehrkräfte und Referendare unterrichten dort. Ein Erweiterungsbau mit Cafeteria wurde 2004 fertiggestellt, um der gewachsenen Zahl von Schülern und den Anforderungen des G8 gerecht zu werden. Das Gymnasium wurde von 2011 bis 2013 generalsaniert. In dieser Zeit wurden die Schüler im Gymnasium Höhenkirchen-Siegertsbrunn unterrichtet. Seit dem Schuljahr 2013/2014 sind die Schüler wieder in Neubiberg. Im Schuljahr 2019/20 wurde außerdem eine Erweiterung des Gymnasiums fertiggestellt.
Die sechsstufige Realschule bietet die Wahlpflichtfächergruppen I bis III (IIIa und -b) an. Im Schuljahr 2006/07 wurden etwa 840 Schüler in 29 Klassen unterrichtet. Die Grundschule in Neubiberg, die Ende der 1920er Jahre gegründet wurde, bietet die Jahrgangsstufen 1 bis 4 an. In 18 Klassen wurden 476 Schüler von 30 Lehrern im Schuljahr 2006/07 unterrichtet. Der Anteil von nicht deutschen Schülern lag bei unter zehn Prozent. Des Weiteren gibt es auch noch eine Grundschule in Unterbiberg sowie die Emile-Montessori-Grundschule in der Arastraße.
Der Neubiberger Buchhändler Adolf Hempel hinterließ testamentarisch Anfang der 1980er Jahre dem Deutschen Tierschutzbund ein Wohnhaus auf einem großen Grundstück. 1982 begann der Bau der Akademie für Tierschutz, dabei wurde das Wohnhaus in das neue Gebäude integriert. Die Akademie wurde am 21. Juni 1986 eröffnet, Ehrengast und Festredner war Bundeskanzler Helmut Kohl. Sie dient als Ausbildungs- und Forschungsstätte des Deutschen Tierschutzbundes. Sie bietet Lehrgänge zur Erlangung des Sachkundenachweises an, der nach dem Tierschutzgesetz Voraussetzung für die Leitung eines Tierheimes ist. Sie betreibt ein Zellkulturlabor, um tierversuchsfreie Methoden in der Forschung weiterzuentwickeln. Alle zwei Jahre vergibt sie den Adolf-Hempel-Jugendtierschutzpreis.
Die Volkshochschule wird zusammen mit der Gemeinde Ottobrunn betrieben. In Neubiberg gibt es ein Infozentrum der Volkshochschule im Haus für Weiterbildung. Dort befindet sich auch die Gemeindebibliothek.
Die Musikschule Neubiberg-Unterhaching ist eine öffentliche, nach QSM zertifizierte, kulturelle Bildungseinrichtung, die Kindern, Jugendlichen und Erwachsenen eine musikalische Ausbildung anbietet.
Die Gemeindebibliothek Neubiberg verfügt über einen Gesamtbestand von über 31.000 Medien. Darüber hinaus bietet sie regelmäßig verschiedene Veranstaltungen für Kinder und Erwachsene an.

### Soziale Einrichtungen
- Wilhelm-Hoegner-Haus (Alten- und Pflegeheim)
- Ludwig-Feuerbach-Heim (Alten- und Pflegeheim)
- Pflegeheim der Armen Schulschwestern von Unserer Lieben Frau (Alten- und Pflegeheim)
- Seniorenzentrum der Gemeinde Neubiberg in der Hauptstraße
- In Trägerschaft des Kreisjugendrings München-Land betreibt die Gemeinde Neubiberg das Jugendzentrum Gleis 3 direkt am S-Bahnhof, die Jugendsozialarbeit an Schulen – in der Grundschule am Rathausplatz, in der Realschule und im Gymnasium – sowie die Mobile Jugendarbeit.
- Kindergarten der AWO in der Hohenbrunnerstraße
- AWO-Kindergarten Hallstadtfeld
- AWO Haus für Kinder Am Campeon Park
- Evangelischer Kindergarten
- Katholischer Kindergarten St. Christophorus
- AWO-Kindertagespflege
- Kinderkrippe KiWi
- Kinderkrippe inzi winzi
- AWO-Kinderkrippe Abenteuerland
- Kinderkrippe St. Georg Unterbiberg
- Waldorfpädagogisch geführte Kleinkinder-Großtagespflege

### Kirchen
- Pfarrverband Neubiberg-Waldperlach mit der Gemeinde Rosenkranzkönigin
- Evangelische Corneliuskirche

### Freizeit- und Sportanlagen
- Jugendzentrum Gleis 3
- Umweltgarten
- Sportzentrum Zwergerstraße
- FunPark im Landschaftspark Hachinger Tal
- Pfadfinderstamm Jean Monnet (BdP)
- Standortunteroffizierheim Fliegerhorst Neubiberg e. V.
- zahlreiche Spiel- und Bolzplätze
- Seniorenzentrum

### Jugendparlament
Seit Dezember 2021 existiert in Neubiberg ein Jugendparlament. Dieses wird jedes Jahr aufgrund der bei Jugendlichen existierenden Veränderungen wiedergewählt, um so über die Zeit immer mit 13 engagierten Jugendlichen sich für Neubiberg einsetzen zu können.

## Kultur und Sehenswürdigkeiten
- Bauwerke

In Unterbiberg befindet sich die barocke Kirche St. Georg
- Das gemeindliche Kulturprogramm „Kaleidoskop“ gibt einen guten Überblick über die Vielzahl der Veranstaltungen in der Gemeinde Neubiberg. Es erscheint halbjährlich, immer Anfang März und Anfang September.
- Unterbiberger Hofmusik
- Trio Infernale

- Apothekarium (privates Apothekenmuseum im Hause der ehemaligen Hubertusapotheke Valentin Mayring, Kaiserstrasse)[17]

## Persönlichkeiten, Töchter und Söhne
- Anderl Welsch (1842–1906), Volkssänger und Unterhaltungskünstler
- Wilhelm Geiger (1856–1943), Indologe und Iranist
- Gerhard Czerwenka (* 1909), Ingenieur und ordentlicher Professor in München, lebte in Neubiberg
- Inge Schell (* 1939), Leichtathletin
- Hermann Rumschöttel (* 1941), Archivar und Historiker
- Johanna Rumschöttel (* 1946), Landrätin des Landkreises München a. D. (2008–2014, 2000–2008 Erste Bürgermeisterin)
- Natascha Kohnen (* 1967), Biologin, Lektorin, Politikerin, (SPD) (Bayerische Landtagsabgeordnete)
- Stefan Lindl (* 1969), Essayist und Publizist
- Oliver Clemens (* 1973), Schauspieler
- Tobias Thalhammer (* 1979), Schauspieler, Schlagersänger, Politiker (Gemeinderatsmitglied, Kreisrat, Bayerischer Landtagsabgeordneter a. D.)
- Manuel Steitz (* 1994), Schauspieler